# منتخب سان مارينو تحت 17 سنة لكرة القدم
منتخب سان مارينو تحت 17 سنة لكرة القدم (باليونانية: Εθνική Αγίου Μαρίνου U17 )‏ هو ممثل سان مارينو الرسمي في المنافسات الدولية في كرة القدم في فئة كرة قدم تحت 17 سنة للرجال، يديريه اتحاد سان مارينو لكرة القدم.